# Cerceris fimbriata fimbriata
Cerceris fimbriata fimbriata é uma subespécie de insetos himenópteros, mais especificamente de vespas pertencente à família Crabronidae.
A autoridade científica da subespécie é Rossi, tendo sido descrita no ano de 1790.
Trata-se de uma subespécie presente no território português.